# Acolasis glaucinans
Coenipeta glaucinans là một loài bướm đêm trong họ Erebidae.